# Osieczno
Osieczno – wieś w Polsce położona w województwie łódzkim, w powiecie łaskim, w gminie Widawa.
W latach 1954-1957 wieś była siedzibą gromady Osieczno, po jej zniesieniu w gromadzie Brzyków. W latach 1975–1998 miejscowość administracyjnie należała do województwa sieradzkiego.
Przez miejscowość przebiega droga wojewódzka nr 481.